# Sport-Club Freiburg 2023-2024
Questa voce raccoglie le informazioni riguardanti il Sport-Club Freiburg  nelle competizioni ufficiali della stagione 2023-2024.

## Maglie e sponsor
| Casa | Trasferta | Terza Divisa |

## Rosa
Rosa e numerazione aggiornate al 21 gennaio 2024 
| N. |                     | Ruolo | Calciatore           |
| -- | ------------------- | ----- | -------------------- |
| 1  | Germania (bandiera) | P     | Noah Atubolu         |
| 3  | Austria (bandiera)  | D     | Philipp Lienhart     |
| 4  | Germania (bandiera) | D     | Kenneth Schmidt      |
| 5  | Germania (bandiera) | D     | Manuel Gulde         |
| 7  | Germania (bandiera) | A     | Noah Weißhaupt       |
| 8  | Germania (bandiera) | C     | Maximilian Eggestein |
| 9  | Germania (bandiera) | A     | Lucas Höler          |
| 11 | Ghana (bandiera)    | C     | Daniel-Kofi Kyereh   |
| 14 | Germania (bandiera) | C     | Yannik Keitel        |
| 17 | Germania (bandiera) | D     | Lukas Kübler         |
| 20 | Germania (bandiera) | A     | Junior Adamu         |
| 21 | Germania (bandiera) | P     | Florian Müller       |
| 22 | Ungheria (bandiera) | C     | Roland Sallai        |
| 23 | Kosovo (bandiera)   | C     | Florent Muslija      |
| 25 | Francia (bandiera)  | D     | Kiliann Sildillia    |

| N. |                     | Ruolo | Calciatore                  |
| -- | ------------------- | ----- | --------------------------- |
| 26 | Germania (bandiera) | D     | Keven Schlotterbeck         |
| 26 | Germania (bandiera) | A     | Maximilian Philipp          |
| 27 | Germania (bandiera) | C     | Nicolas Höfler              |
| 28 | Germania (bandiera) | D     | Matthias Ginter             |
| 30 | Germania (bandiera) | D     | Christian Günter (capitano) |
| 31 | Germania (bandiera) | P     | Benjamin Uphoff             |
| 32 | Italia (bandiera)   | C     | Vincenzo Grifo              |
| 33 | Francia (bandiera)  | D     | Jordy Makengo               |
| 34 | Germania (bandiera) | C     | Merlin Röhl                 |
| 37 | Germania (bandiera) | D     | Max Rosenfelder             |
| 38 | Austria (bandiera)  | A     | Michael Gregoritsch         |
| 41 | Ungheria (bandiera) | D     | Attila Szalai               |
| 42 | Giappone (bandiera) | C     | Ritsu Dōan                  |
| 44 | Germania (bandiera) | A     | Maximilian Breunig          |

## Calciomercato

### Sessione estiva[2]
| Acquisti         | Acquisti            | Acquisti   | Acquisti                   |
| R.               | Nome                | da         | Modalità                   |
| ---------------- | ------------------- | ---------- | -------------------------- |
| A                | Junior Adamu        | Salisburgo | definitivo (6 milioni €)   |
| P                | Florian Müller      | Stoccarda  | definitivo (1,5 milioni €) |
| A                | Maximilian Philipp  | Wolfsburg  | prestito                   |
| Altre operazioni |                     |            |                            |
| R.               | Nome                | da         | Modalità                   |
| A                | Kevin Schade        | Brentford  | fine prestito              |
| D                | Keven Schlotterbeck | Bochum     | fine prestito              |
| D                | Michael Gregoritsch | Augusta    | gratuito                   |
| C                | Lino Tempelmann     | Norimberga | fine prestito              |
| A                | Nishan Burkart      | Winterthur | fine prestito              |

| Cessioni         | Cessioni            | Cessioni       | Cessioni                   |
| R.               | Nome                | da             | Modalità                   |
| ---------------- | ------------------- | -------------- | -------------------------- |
| A                | Kevin Schade        | Brentford      | definitivo (25 milioni €)  |
| P                | Mark Flekken        | Brentford      | definitivo (13 milioni €)  |
| A                | Jeong Woo-yeong     | Stoccarda      | definitivo (2,8 milioni €) |
| C                | Lino Tempelmann     | Schalke 04     | definitivo (700 mila €)    |
| A                | Nishan Burkart      | Winterthur     | definitivo (300 mila €)    |
| C                | Robert Wagner       | Greuther Fürth | prestito                   |
| D                | Keven Schlotterbeck | Bochum         | prestito                   |
| D                | Kimberly Ezekwem    | Paderborn      | prestito                   |
| Altre operazioni |                     |                |                            |
| R.               | Nome                | da             | Modalità                   |
| A                | Nils Petersen       |                | ritiro                     |
| D                | Jonathan Schmid     |                | svincolato                 |

### Sessione invernale
| Acquisti         | Acquisti        | Acquisti   | Acquisti                 |
| R.               | Nome            | da         | Modalità                 |
| ---------------- | --------------- | ---------- | ------------------------ |
| D                | Attila Szalai   | Hoffenheim | prestito                 |
| C                | Florent Muslija | Paderborn  | definitivo (1 milione €) |
| Altre operazioni |                 |            |                          |
| R.               | Nome            | da         | Modalità                 |

| Cessioni         | Cessioni         | Cessioni         | Cessioni         |
| R.               | Nome             | a                | Modalità         |
| Altre operazioni | Altre operazioni | Altre operazioni | Altre operazioni |
| R.               | Nome             | da               | Modalità         |
| ---------------- | ---------------- | ---------------- | ---------------- |

## Risultati

### Bundesliga

#### Girone di andata
| Arbitro: | Sven Jablonski (Brema) |

|           |           |                                |
| Kabak 50’ | Marcatori | 39’ (aut.) Szalai 45+3’ Sallai |

| Arbitro: | Brand (Unterspiesheim) |

|               |           |  |
| Philipp 90+6’ | Marcatori |  |

| Arbitro: | Brych (Monaco di Baviera) |

|                                              |           |  |
| Führich 8’, 62’ Guirassy 17’, 19’ Millot 75’ | Marcatori |  |

| Arbitro: | Tobias Stieler (Amburgo) |

|                          |           |                                       |
| Höler 45+2’ Höfler 45+6’ | Marcatori | 11’, 88’ Hummels 60’ Malen 90+2’ Reus |

| Francoforte sul Meno 24 settembre 2023, ore 17:30 CEST 5ª giornata | Eintracht Francoforte  | 0 – 0 referto | Friburgo | Deutsche Bank Park (55 800 spett.)\| Arbitro: \| Felix Zwayer (Berlino) \| |
| Arbitro:                                                           | Felix Zwayer (Berlino) |               |          |                                                                            |

| Arbitro: | Harm Osmers (Hannover) |

|                              |           |  |
| Grifo 5’ (rig.) Lienhart 56’ | Marcatori |  |

| Arbitro: | Robert Schröder (Hannover) |

|                         |           |  |
| Coman 12’, 85’ Sané 25’ | Marcatori |  |

| Arbitro: | Tobias Reichel (Stoccarda) |

|                             |           |               |
| Dōan 26’ Grifo 45+2’ (rig.) | Marcatori | 15’ Paciência |

| Arbitro: | Siebert (Berlino) |

|                              |           |           |
| Wirtz 36’ Atubolu 60’ (aut.) | Marcatori | 70’ Gulde |

| Arbitro: | Brych (Monaco di Baviera) |

|                                           |           |                                          |
| Höler 7’ Weißhaupt 71’ Grifo 90+4’ (rig.) | Marcatori | 25’ Siebatcheu 29’ Pléa 39’ (rig.) Weigl |

| Arbitro: | Ittrich (Amburgo) |

|                                                  |           |            |
| Xavi Simons 6’ Openda 79’ (rig.) Baumgartner 80’ | Marcatori | 45+6’ Röhl |

| Arbitro: | Stegemann (Niederkassel) |

|           |           |            |
| Höler 35’ | Marcatori | 18’ Honsak |

| Arbitro: | Stieler (Amburgo) |

|  |           |                 |
|  | Marcatori | 70’ Gregoritsch |

| Arbitro: | Fritz (Korb) |

|  |           |                 |
|  | Marcatori | 74’ Gregoritsch |

| Arbitro: | Osmers (Hannover) |

|                              |           |  |
| Gregoritsch 72’ Sallai 90+5’ | Marcatori |  |

| Arbitro: | Brand (Unterspiesheim) |

|                                                |           |                      |
| Dinkçi 52’ Kleindienst 84’ Ginter 90+2’ (aut.) | Marcatori | 7’, 64’ (rig.) Höler |

| Friburgo in Brisgovia 13 gennaio 2024, ore 15:30 CET 17ª giornata | Friburgo               | 0 – 0 referto | Union Berlino | Europa-Park Stadion (33 800 spett.)\| Arbitro: \| Dingert (Lebecksmühle) \| |
| Arbitro:                                                          | Dingert (Lebecksmühle) |               |               |                                                                             |

#### Girone di ritorno
| Arbitro: | Stegemann (Niederkassel) |

|                                |           |                        |
| Höler 37’ Grifo 55’ Sallai 85’ | Marcatori | 57’ Weghorst 77’ Beier |

| Arbitro: | Hartmann (Wangen) |

|                                              |           |                  |
| Ducksch 9’ (rig.) Njinmah 53’ Malatini 90+3’ | Marcatori | 28’ (rig.) Grifo |

| Arbitro: | Siebert (Berlino) |

|               |           |                                     |
| Kübler 45+11’ | Marcatori | 3’ Undav 7’ Führich 74’ Mittelstädt |

| Arbitro: | Osmers (Hannover) |

|                               |           |  |
| Malen 16’, 45+7’ Füllkrug 87’ | Marcatori |  |

| Arbitro: | Stieler (Amburgo) |

|                                             |           |                              |
| Dōan 30’ Grifo 45+5’ (rig.) Gregoritsch 90’ | Marcatori | 27’ Marmoush 35’, 72’ Knauff |

| Arbitro: | Dankert (Rostock) |

|                         |           |                  |
| Uduokhai 72’ Engels 81’ | Marcatori | 19’ (rig.) Grifo |

| Arbitro: | Jablonski (Brema) |

|                      |           |                     |
| Günter 12’ Höler 87’ | Marcatori | 35’ Tel 75’ Musiala |

| Arbitro: | Fritz (Korb) |

|            |           |                               |
| Ordets 62’ | Marcatori | 36’ Eggestein 53’ Gregoritsch |

| Arbitro: | Osmers (Hannover) |

|                     |           |                                |
| Dōan 10’ Keitel 79’ | Marcatori | 2’ Wirtz 40’ Hložek 53’ Schick |

| Arbitro: | Dingert (Lebecksmühle) |

|  |           |                                  |
|  | Marcatori | 7’ Gregoritsch 47’ Röhl 57’ Dōan |

| Arbitro: | Siebert (Berlino) |

|           |           |                                      |
| Grifo 59’ | Marcatori | 2’ Haidara 18’, 44’ Openda 54’ Šeško |

| Arbitro: | Stegemann (Niederkassel) |

|  |           |          |
|  | Marcatori | 36’ Dōan |

| Arbitro: | Fritz (Korb) |

|                |           |              |
| Gregoritsch 6’ | Marcatori | 40’ Burkardt |

| Arbitro: | Willenborg (Osnabrück) |

|                    |           |                        |
| Bornauw 42’ (aut.) | Marcatori | 82’ Arnold 90’ Lacroix |

| Colonia 4 maggio 2024, ore 18:30 CEST 32ª giornata | Colonia          | 0 – 0 referto | Friburgo | RheinEnergieStadion (50 000 spett.)\| Arbitro: \| Storks (Rasdorf) \| |
| Arbitro:                                           | Storks (Rasdorf) |               |          |                                                                       |

| Arbitro: | Siebert (Berlino) |

|          |           |           |
| Dōan 29’ | Marcatori | 38’ Sessa |

| Arbitro: | Dingert (Lebecksmühle) |

|                              |           |          |
| Hollerbach 68’ Haberer 90+2’ | Marcatori | 85’ Dōan |

### DFB-Pokal
| Arbitro: | Hempel (Großnaundorf) |

|  |           |                          |
|  | Marcatori | 60’ Günter 77’ R. Sallai |

| Arbitro: | Dingert (Lebecksmühle) |

|               |           |                             |
| Eggestein 69’ | Marcatori | 4’, 56’ Bilbija 33’ Muslija |

### UEFA Europa League

#### Fase a gironi
| Arbitro: | Allard Lindhout |

|                   |           |                                          |
| El Kaabi 40’, 75’ | Marcatori | 9’ Sallai 45+7’ (rig.) Grifo 86’ Philipp |

| Arbitro: | Mohammed Al-Hakim |

|            |           |                       |
| Sallai 49’ | Marcatori | 8’ Paquetá 66’ Aguerd |

| Arbitro: | Əliyar Ağayev |

|              |           |                            |
| Petrović 13’ | Marcatori | 49’ (rig.), 59’, 73’ Grifo |

| Arbitro: | Rohit Saggi |

|                                                           |           |  |
| Röhl 24’ Eggestein 56’ Weißhaupt 69’ Adamu 80’ Dōan 90+2’ | Marcatori |  |

| Arbitro: | Irfan Peljto |

|                                                |           |  |
| Gregoritsch 3’, 8’, 36’ Sildillia 42’ Dōan 77’ | Marcatori |  |

| Arbitro: | João Pinheiro |

|                       |           |  |
| Kudus 14’ Álvarez 42’ | Marcatori |  |

#### Fase a eliminazione diretta

##### Spareggi
| Lens 15 febbraio 2024, ore 21:00 CET Spareggi - Andata | Lens               | 0 – 0 referto | Friburgo | Stadio Bollaert-Delelis (38 194 spett.)\| Arbitro: \| Bartosz Frankowski \| |
| Arbitro:                                               | Bartosz Frankowski |               |          |                                                                             |

| Arbitro: | Rade Obrenovič |

|                                   |           |                      |
| Sallai 68’, 90+3’ Gregoritsch 99’ | Marcatori | 28’ Costa 45+2’ Wahi |

##### Ottavi di finale
| Arbitro: | Hernández Hernández |

|                 |           |  |
| Gregoritsch 81’ | Marcatori |  |

| Arbitro: | Guida |

|                                                   |           |  |
| Paquetá 9’ Bowen 32’ Cresswell 52’ Kudus 77’, 85’ | Marcatori |  |

## Statistiche finali

### Statistiche di squadra
| Competizione      | Punti | In casa | In casa | In casa | In casa | In casa | In casa | In trasferta | In trasferta | In trasferta | In trasferta | In trasferta | In trasferta | Totale | Totale | Totale | Totale | Totale | Totale | DR  |
| Competizione      | Punti | G       | V       | N       | P       | Gf      | Gs      | G            | V            | N            | P            | Gf           | Gs           | G      | V      | N      | P      | Gf     | Gs     | DR  |
| ----------------- | ----- | ------- | ------- | ------- | ------- | ------- | ------- | ------------ | ------------ | ------------ | ------------ | ------------ | ------------ | ------ | ------ | ------ | ------ | ------ | ------ | --- |
| Bundesliga        | 42    | 17      | 5       | 7       | 5       | 28      | 30      | 17           | 6            | 2            | 9            | 16           | 28           | 34     | 11     | 9      | 14     | 45     | 58     | -13 |
| Coppa di Germania |       | 1       | 0       | 0       | 1       | 1       | 3       | 1            | 1            | 0            | 0            | 2            | 0            | 2      | 1      | 0      | 1      | 3      | 3      | 0   |
| Europa League     | 12    | 5       | 4       | 0       | 1       | 15      | 4       | 5            | 2            | 1            | 2            | 6            | 10           | 10     | 6      | 1      | 3      | 21     | 14     | +7  |
| Totale            |       | 23      | 9       | 7       | 7       | 44      | 37      | 23           | 8            | 3            | 11           | 25           | 38           | 46     | 18     | 10     | 18     | 69     | 75     | -6  |

### Andamento in campionato
| Giornata  | 1 | 2 | 3 | 4  | 5 | 6 | 7 | 8 | 9 | 10 | 11 | 12 | 13 | 14 | 15 | 16 | 17 | 18 | 19 | 20 | 21 | 22 | 23 | 24 | 25 | 26 | 27 | 28 | 29 | 30 | 31 | 32 | 33 | 34 |
| --------- | - | - | - | -- | - | - | - | - | - | -- | -- | -- | -- | -- | -- | -- | -- | -- | -- | -- | -- | -- | -- | -- | -- | -- | -- | -- | -- | -- | -- | -- | -- | -- |
| Luogo     | T | C | T | C  | T | C | T | C | T | C  | T  | C  | T  | T  | C  | T  | C  | C  | T  | C  | T  | C  | T  | C  | T  | C  | T  | C  | T  | C  | C  | T  | C  | T  |
| Risultato | V | V | P | P  | N | V | P | V | P | N  | P  | N  | V  | V  | V  | P  | N  | V  | P  | P  | P  | N  | P  | N  | V  | P  | V  | P  | V  | N  | P  | N  | N  | P  |
| Posizione | 6 | 5 | 8 | 10 | 9 | 8 | 9 | 8 | 8 | 8  | 8  | 9  | 8  | 8  | 6  | 8  | 7  | 7  | 7  | 7  | 7  | 8  | 9  | 9  | 8  | 9  | 8  | 9  | 8  | 7  | 7  | 7  | 8  | 10 |

Fonte:  Bundesliga - Tabelle, su bundesliga.com.
Legenda:

Luogo: C = Casa; T = Trasferta. Risultato: V = Vittoria; N = Pareggio; P = Sconfitta.